# Рокка-Сан-Феличе
Рокка-Сан-Феличе (итал. Rocca San Felice) — коммуна в Италии, располагается в регионе Кампания, в провинции Авеллино.
Население составляет 903 человека (2008 г.), плотность населения составляет 65 чел./км². Занимает площадь 14 км². Почтовый индекс — 83050. Телефонный код — 0827.
Покровителем коммуны почитается святой Феликс Ноланский, празднование 14 января.

## Демография
Динамика населения:

## Администрация коммуны
- Официальный сайт: http://roccasanfelice.asmenet.it Архивная копия от 19 февраля 2019 на Wayback Machine